# Trehörningarna, Östergötland
Trehörningarna är en sjö i Norrköpings kommun i Östergötland och ingår i Motala ströms huvudavrinningsområde. Sjöns area är 0,036 kvadratkilometer och den befinner sig 112 meter över havet.